# علاقات موريتانيا الخارجية
علاقات موريتانيا الخارجية- تشغل قضايا الصحراء الإسبانية ( الصحراء الغربية أو الجمهورية العربية الصحراوية الديمقراطية حالياً) والاعتراف باستقلالها من قبل جيرانها، وخاصة المغرب، الجانب الأكبر من العلاقات الخارجية للجمهورية الإسلامية الموريتانية منذ عام 1960م. ويتولى وزير الشؤون الخارجية والتعاون، الذي يشغل حاليا منصب وزير الخارجية، محمد سالم ولد مرزوك، شؤون العلاقات الخارجية لموريتانيا.

## تاريخ
في السابق، كانت موريتانيا مستعمرة فرنسية، ثم استطاعت الحصول على استقلالها عام 1960م، على الرغم من رفض جامعة الدول العربية لذلك؛ بسبب مطالبات المغرب بالصحراء الغربية. تقدمت موريتانيا بطلب الانضمام إلى الأمم المتحدة في عام 1960م، غير أن الاتحاد السوفييتي استخدم حق النقض ضد طلب الانضمام، ولكنه عاد في العام التالي، وصوت لصالح قبول موريتانيا عضوًا في الأمم المتحدة مقابل قبول عضوية منغوليا.
في البداية، استمرت موريتانيا في علاقاتها الطيبة مع فرنسا؛ وذلك من أجل موازنة طموحات المغرب، ولكن بحلول عام 1962م ابتعدت موريتانيا عن دعمها الشامل لفرنسا، وبدأت في تطبيع العلاقات مع جيرانها، فأقامت علاقات دبلوماسية مع كل من: مالي في عام 1963م، وذلك من خلال معاهدة كايس،والجزائر، وكذلك مهع الجمهورية العربية المتحدة (سوريا ومصر) في عام 1964م. وفي عام 1963م، انضمت موريتانيا إلى منظمة الوحدة الأفريقية، الأمر الذي أدي إلى استقالة المغرب من المنظمة؛ لأنها لم تعترف بموريتانيا حتى عام 1969م. ومن خلال توصيات منظمة الوحدة الأفريقية وجامعة الدول العربية، لم تسع موريتانيا لإقامة علاقات دبلوماسية مع البرتغال أو إسرائيل أو جنوب أفريقيا في ظل نظام الفصل العنصري ؛ أما اليوم وبعد سقوط نظام الفصل العنصري، وإنهاء الاستعمار في إمبراطورية البرتغال، قامت موريتانيا بتطبيع العلاقات مع هذه البلدان.

## المطالبات بأراضي الصحراء الغربية
في عام 1976م، قامت موريتانيا رسميًا بضم ثلث الصحراء الإسبانية، وذلك عقب انسحاب إسبانيا من المنطقة. وقد ردت كل من الجزائر والمغرب بسحب سفرائهما من موريتانيا؛ بالإضافة إلى ذلك، بدأت جماعة البوليساريو المتمردة حرب عصابات، قادتها ضد كل من موريتانيا والمغرب.
في عام 1980م، سحبت موريتانيا مطالباتها واعترفت بالجمهورية العربية الصحراوية الديمقراطية باعتبارها الحكومة ذات السيادة على الإقليم، على الرغم من أن هذا قد مهد الطريق أمام المغرب للسيطرة على الجمهورية العربية الصحراوية الديمقراطية. وقد أعلنت موريتانيا منذ ذلك الحين موقف الحياد في النزاع، سعياً منها إلى نهاية سلمية وسريعة للصراع، وقامت بإستئناف علاقاتها الدبلوماسية مع الجزائر والمغرب.

## عضوية الاتحاد الأفريقي
انضمت موريتانيا إلى الاتحاد الأفريقي في عام 1963. وتم تعليق عضويتها في الاتحاد بعدالانقلاب العسكري الذي وقع في عام 2005م، "إلى أن يتم استعادة النظام الدستوري في البلاد". وقد ترتب على ذلك عزل موريتانيا دبلوماسياً داخل أفريقيا، حيث باتت الدولة الوحيدة في القارة، باستثناء المغرب، التي لا تتمتع بالعضوية الكاملة في الاتحاد الأفريقي.
وفي مارس 2007م،تم استعادة الحكم الديمقراطي في موريتانيا، حيث أُجريت انتخابات رئاسية أعلن مراقبون دوليون أنها "حرة ونزيهة". ولم تنعم البلاد كثيرًا، حيث تم تعليق عضوية موريتانيا في الأتحاد الأفريقي مرة أخرى، وذلك في أعقاب انقلاب عام 2008م. 

## العلاقات الدبلوماسية
قائمة الدول التي تربطها علاقات دبلوماسية بموريتانيا:
| #   | الدولة                      | التاريخ        |
| --- | --------------------------- | -------------- |
| 1   | المملكة المتحدة             | 28 نوفمبر 1960 |
| 2   | الولايات المتحدة            | 28 نوفمبر 1960 |
| 3   | اليابان                     | 29 نوفمبر 1960 |
| 4   | فرنسا                       | 6 ديسمبر 1960  |
| 5   | بلجيكا                      | 13 أبريل 1961  |
| 6   | إسبانيا                     | 15 أبريل 1961  |
| 7   | البرازيل                    | 17 مايو 1961   |
| 8   | سويسرا                      | 26 مايو 1961   |
| 9   | لوكسمبورغ                   | 20 سبتمبر 1961 |
| 10  | هولندا                      | 9 مارس 1962    |
| 11  | السنغال                     | 4 مايو 1962    |
| 12  | غينيا                       | 15 أغسطس 1962  |
| 13  | ساحل العاج                  | 15 أغسطس 1962  |
| 14  | إيطاليا                     | 25 فبراير 1963 |
| 15  | كوريا الجنوبية              | 30 يوليو 1963  |
| 16  | ألمانيا                     | 8 أغسطس 1963   |
| 17  | مالي                        | 1963           |
| 18  | الجزائر                     | 9 أبريل 1964   |
| 19  | صربيا                       | 12 يونيو 1964  |
| 20  | روسيا                       | 12 يوليو 1964  |
| 21  | كوريا الشمالية              | 12 نوفمبر 1964 |
| 22  | رومانيا                     | 15 يناير 1965  |
| 23  | جمهورية التشيك              | 9 مارس 1965    |
| 24  | فيتنام                      | 15 مارس 1965   |
| 25  | الصين                       | 19 يوليو 1965  |
| 26  | مصر                         | 21 أكتوبر 1965 |
| 27  | الهند                       | 22 أكتوبر 1965 |
| 28  | كمبوديا                     | 29 أكتوبر 1965 |
| 29  | المجر                       | 1 ديسمبر 1965  |
| 30  | بولندا                      | 3 ديسمبر 1965  |
| 31  | تشيلي                       | 10 ديسمبر 1965 |
| 32  | غامبيا                      | 15 ديسمبر 1965 |
| 33  | بلغاريا                     | 28 ديسمبر 1965 |
| 34  | سوريا                       | 11 يونيو 1966  |
| 35  | إثيوبيا                     | 21 سبتمبر 1966 |
| 36  | ليبيريا                     | 13 مارس 1967   |
| 37  | منغوليا                     | 30 يونيو 1967  |
| 38  | كندا                        | 12 ديسمبر 1968 |
| 39  | السودان                     | 11 يونيو 1969  |
| 40  | العراق                      | 1 سبتمبر 1969  |
| 41  | النيجر                      | 4 ديسمبر 1969  |
| 42  | ليبيا                       | 9 يناير 1970   |
| 43  | الكويت                      | 17 مارس 1970   |
| 44  | السعودية                    | 22 مارس 1970   |
| 45  | تركيا                       | 14 أبريل 1970  |
| 46  | الأردن                      | 4 مايو 1970    |
| 47  | المغرب                      | 6 يونيو 1970   |
| 48  | باكستان                     | نوفمبر 1970    |
| 49  | السويد                      | 14 ديسمبر 1970 |
| 50  | النمسا                      | 1970           |
| 51  | جمهورية الكونغو             | 1970           |
| 52  | زامبيا                      | 30 أبريل 1971  |
| 53  | لبنان                       | 10 يونيو 1971  |
| 54  | سيراليون                    | 21 أكتوبر 1971 |
| 55  | جمهورية الكونغو الديمقراطية | مايو 1972      |
| 56  | كوبا                        | 16 أغسطس 1972  |
| 57  | اليونان                     | 3 أكتوبر 1972  |
| 58  | الإمارات العربية المتحدة    | 16 مارس 1973   |
| 59  | قطر                         | 16 مارس 1973   |
| 60  | البحرين                     | 30 أبريل 1973  |
| 61  | إيران                       | 25 أكتوبر 1973 |
| 62  | غينيا بيساو                 | 10 أغسطس 1974  |
| 63  | البرتغال                    | 3 مارس 1975    |
| 64  | الدنمارك                    | 19 أبريل 1975  |
| 65  | المكسيك                     | 24 يونيو 1975  |
| 66  | أوغندا                      | 3 فبراير 1976  |
| 67  | نيجيريا                     | يونيو 1976     |
| 68  | الأرجنتين                   | 26 يوليو 1976  |
| 69  | أفغانستان                   | يوليو 1976     |
| 70  | تايلاند                     | 24 أغسطس 1976  |
| 71  | بنغلاديش                    | 4 أكتوبر 1976  |
| 72  | ميانمار                     | 5 أكتوبر 1976  |
| 73  | الرأس الأخضر                | 18 يناير 1977  |
| —   | فرسان مالطة                 | 3 مارس 1977    |
| 74  | ألبانيا                     | 1977           |
| 75  | سلطنة عمان                  | 1977           |
| 76  | فنلندا                      | 1 مارس 1979    |
| 77  | النرويج                     | 6 ديسمبر 1983  |
| 78  | رواندا                      | 27 أبريل 1985  |
| 79  | كولومبيا                    | 1 يوليو 1987   |
| 80  | أنغولا                      | 2 ديسمبر 1987  |
| —   | دولة فلسطين                 | 16 نوفمبر 1988 |
| 81  | الأوروغواي                  | 23 مارس 1989   |
| 82  | المالديف                    | 16 أكتوبر 1989 |
| 83  | بيرو                        | 19 يونيو 1990  |
| 84  | إستونيا                     | 18 سبتمبر 1991 |
| 85  | لاتفيا                      | 18 سبتمبر 1991 |
| 86  | سيشل                        | 10 يناير 1992  |
| 87  | أوكرانيا                    | 30 سبتمبر 1992 |
| 88  | سلوفاكيا                    | 1 يناير 1993   |
| 89  | كازاخستان                   | 28 أبريل 1993  |
| 90  | البوسنة والهرسك             | 1 نوفمبر 1993  |
| 91  | أذربيجان                    | 29 أكتوبر 1994 |
| 92  | جنوب أفريقيا                | 25 ديسمبر 1994 |
| 93  | سلوفينيا                    | 4 يونيو 1996   |
| —   | إسرائيل (معلقة)             | 28 أكتوبر 1999 |
| 94  | أستراليا                    | 13 ديسمبر 2001 |
| 95  | ماليزيا                     | 2003           |
| 96  | بيلاروس                     | 6 يوليو 2004   |
| 97  | كينيا                       | 20 يوليو 2004  |
| 98  | أيسلندا                     | 6 أكتوبر 2004  |
| 99  | كرواتيا                     | 24 نوفمبر 2004 |
| 100 | مقدونيا الشمالية            | 23 مارس 2005   |
| 101 | بوتسوانا                    | 9 مايو 2007    |
| 102 | فنزويلا                     | 28 سبتمبر 2007 |
| 103 | سان مارينو                  | 16 نوفمبر 2007 |
| 104 | أرمينيا                     | 30 يناير 2008  |
| 105 | أوزبكستان                   | 2 يوليو 2008   |
| 106 | زيمبابوي                    | 25 يوليو 2008  |
| 107 | الجبل الأسود                | 16 ديسمبر 2009 |
| 108 | موزمبيق                     | 15 أغسطس 2010  |
| —   | كوسوفو                      | 14 سبتمبر 2010 |
| 109 | ناميبيا                     | 29 سبتمبر 2010 |
| 110 | موريشيوس                    | 1 ديسمبر 2010  |
| 111 | جورجيا                      | 16 يونيو 2011  |
| 112 | موناكو                      | 9 سبتمبر 2011  |
| 113 | إندونيسيا                   | 27 سبتمبر 2011 |
| 114 | جزر سليمان                  | 18 أكتوبر 2011 |
| 115 | فيجي                        | 19 ديسمبر 2011 |
| 116 | مولدوفا                     | 23 مايو 2012   |
| 117 | باراغواي                    | 5 يونيو 2012   |
| 118 | توفالو                      | 13 يونيو 2012  |
| 119 | غينيا الإستوائية            | 6 أكتوبر 2012  |
| 120 | نيبال                       | 4 ديسمبر 2012  |
| 121 | سريلانكا                    | 12 ديسمبر 2012 |
| 122 | ساو تومي وبرينسيب           | 4 أغسطس 2013   |
| 123 | أندورا                      | 16 سبتمبر 2013 |
| 124 | لاوس                        | 19 سبتمبر 2013 |
| 125 | الفلبين                     | 30 سبتمبر 2013 |
| 126 | جمهورية إفريقيا الوسطى      | 8 أكتوبر 2013  |
| 127 | الإكوادور                   | 28 سبتمبر 2014 |
| 128 | إرتريا                      | 16 أغسطس 2015  |
| 129 | تنزانيا                     | 1 سبتمبر 2015  |
| 130 | نيوزيلندا                   | 2 سبتمبر 2015  |
| 131 | قرغيزستان                   | 30 سبتمبر 2015 |
| 132 | مدغشقر                      | 11 نوفمبر 2015 |
| 133 | جزر القمر                   | 19 أكتوبر 2016 |
| —   | الكرسي الرسولي              | 9 ديسمبر 2016  |
| 134 | جيبوتي                      | 15 فبراير 2017 |
| 135 | ليسوتو                      | 9 مارس 2017    |
| 136 | جنوب السودان                | 3 يوليو 2017   |
| 137 | سنغافورة                    | 22 فبراير 2018 |
| 138 | إسواتيني                    | 22 مارس 2018   |
| 139 | الصومال                     | 27 مارس 2018   |
| 140 | نيكاراغوا                   | 14 أكتوبر 2019 |
| 141 | هندوراس                     | 4 أغسطس 2020   |
| 142 | طاجيكستان                   | 21 سبتمبر 2021 |
| 143 | بوروندي                     | 26 يوليو 2022  |
| 144 | بنما                        | 22 سبتمبر 2022 |
| 145 | مالاوي                      | 18 أكتوبر 2022 |
| 146 | جمهورية أيرلندا             | 1 ديسمبر 2022  |
| 147 | جمهورية الدومينيكان         | 19 سبتمبر 2023 |
| 148 | سانت لوسيا                  | 5 ديسمبر 2023  |
| 149 | بروناي                      | مجهول          |
| 150 | بوركينا فاسو                | مجهول          |
| 151 | الكاميرون                   | مجهول          |
| 152 | تشاد                        | مجهول          |
| 153 | قبرص                        | مجهول          |
| 154 | الغابون                     | مجهول          |
| 155 | غانا                        | مجهول          |
| 156 | مالطا                       | مجهول          |
| 157 | توغو                        | مجهول          |
| 158 | تونس                        | مجهول          |
| 159 | اليمن                       | مجهول          |

## العلاقات الثنائية
| الدولة                | بداية العلاقات الرسمية     | ملاحظات |
| --------------------- | -------------------------- | --- |
| الأرجنتين             | 26 يوليو 1976              | أقامت الدولتان علاقات دبلوماسية فيما بينهما في 26 يوليو 1976م الأرجنتين معتمدة لدى موريتانيا من خلال سفارتها في تونس العاصمة. |
| النمسا                |                            | - النمسا معتمدة لدى موريتانيا من خلال سفارتها في الرباط- المغرب وقنصليتها الشريفة في نواكشوط. - موريتانيا معتمدة لدى النمسا من خلال سفارتها في برلين- ألمانيا. |
| جمهورية الصين الشعبية | 19 يوليو 1965              | انظر: العلاقات الموريتانية الصينية. تتمتع موريتانيا بعلاقات وثيقة مع جمهورية الصين الشعبية. وقد بدأت العلاقات الدبلوماسية بين البلدين في 19 يوليو 1965 وظلت الحكومتان على علاقة طيبة. وفي السنوات الأخيرة، وقعتا سلسلة من الاتفاقيات وتبادلتا سلسلة من المبادرات الدبلوماسية التي عززت علاقتهما معًا. أبدت الصين مؤخراً اهتماماً خاصاً بالنفط في موريتانيا. فقد بدأ إنتاج النفط في موريتانيا في فبراير2006، وبحلول مايو من نفس العام، قامت البلدان بتوقيع اتفاقية للتعاون الاجتماعي والاقتصادي. وفي أكتوبر 2006، بدأت شركة البترول الوطنية الصينية المملوكة للدولة في حفر آبار النفط في موريتانيا. وترى الحكومة الموريتانية من جانبها أن إنتاج النفط يشكل وسيلة مهمة لتعزيز النمو الاقتصادي في البلاد. وخلال الحملة الانتخابية للانتخابات الرئاسية الموريتانية في مارس2007، أشاد المرشح سيدي ولد الشيخ عبد الله بالعلاقات المتنامية بين البلدين، ووعد "بمواصلة مسار تعزيز العلاقات الثنائية بكل ما أوتي من قوة". |
| قبرص                  |                            | - قبرص معتمدة لدي موريتانيا من خلال سفارتها في طرابلس- ليبيا. - موريتانيا معتمدة لدى قبرص من خلال سفارها في روما. |
| مصر                   | 21 أكتوبر 1964             | أقامت الدولتان علاقات دبلوماسية فيما بينهما في 21 أكتوبر 1964م، بعدما اعترفت الجمهورية العربية المتحدة (مصر) بالجمهورية الإسلامية الموريتانية بشكل رسمي. |
| فنلندا                |                            | - فنلندا معتمدة من قبل موريتانيا من خلال سفارتها في الرباط- المغرب. - موريتانيا معتمدة من قبل فنلندا من خلال سفارتها في بروكسل- بلجيكا. |
| فرنسا                 | 6 ديسمبر 1960              | انظر: العلاقات الموريتانية الفرنسية. أقامت البلدان علاقات دبلوماسية فيما بينهما في السادس من ديسمبر عام 1960. وتعود العلاقات بين البلدين إلى الحقبة الاستعمارية عندما كانت موريتانيا جزءً من غرب إفريقيا الفرنسية. كانت فرنسا هي المورد الرئيسي للاستثمار المباشر الخاص في موريتانيا، قد نصت الاتفاقيات الثنائية الموقعة بين البلدين في عام 1961م على التعاون والمساعدات الاقتصادية والمالية والفنية والثقافية والعسكرية، وعلى الرغم من معارضة موريتانيا لفرنسا في قضية استقلال الجزائر والتجارب النووية في الصحراء، ومبيعات الأسلحة الفرنسية إلى جنوب أفريقيا، إلا أن العلاقات بين البلدين ظلت ودية. فقد عمل مواطنون فرنسيون في موريتانيا كمساعدين فنيين في الحكومة، وإداريين، ومعلمين، وقضاة. وتدفقت المساعدات الإنمائية الفرنسية إلى موريتانيا. وارتفع مستوى التدخل الفرنسي بشكل ملحوظ في أعقاب اندلاع الأعمال العدائية في الصحراء الغربية . وفي الفترة ما بين عامي 1976م و1979م، عندما أعلنت موريتانيا السلام من جانب واحد وانسحبت من القتال، قدمت الطائرات الفرنسية الدعم الجوي للقوات الموريتانية التي تقاتل قوات البوليساريو. |
| ألمانيا               | 28 نوفمبر 1960             | انظر: العلاقات الألمانية الموريتانية. أقامت الدولتان علاقات دبلوماسية في 28 نوفمبر 1960م عندما تم اعتماد أول سفير لجمهورية ألمانيا الاتحادية لدى موريتانيا، وكانت إقامته في داكار. وفي 6 مايو 1961م، قدم أول سفير لموريتانيا لدى جمهورية ألمانيا الاتحادية السيد مامادو توري أوراق اعتماده للرئيس الألماني. |
| اليونان               |                            | - اليونان معتمدة لدى موريتانيا من خلال سفارتها في الرباط- المغرب. - موريتانيا معتمدة لدى اليونان من خلال سفارتها في روما- إيطاليا. |
| المجر                 | 1 ديسمبر1965               | أقامت البلدان علاقات دبلوماسية فيما بينهما في 1 ديسمبر 1965م. المجر معتمدة لدي موريتانيا من خلال سفارتها في الرباط- المغرب. |
| أيسلندا               | 6 أكتوبر 2004              | أقامت البلدان علاقات دبلوماسية فيما بينهما في 6 أكتوبر 2004م. - موريتانيا معتمدة لدى فنلندا من خلال سفارتها في بروكسل- بلجيكا. - أيسلندا معتمدة من قبل موريتانيا من خلال وزارة الخارجية في العاصمة الايسلندية ريكيافيك. |
| الهند                 | 22 أكتوبر 1965             | انظر: العلاقات الهندية الموريتانية. اقامت البلدان علاقات دبلوماسية فيما بينهما في 22 أكتوبر 1965م. الهند معتمدة لدى موريتانيا من خلا سفارتها في باماكو- مالي وقنصليتها الشرفية في نواكشوط. |
| إندونيسيا             | 27 سبتمبر 2011             | أقامت البلدان علاقات دبلوماسية فيما بينهما في 27 سبتمبر عام 2011م. - موريتانيا لديها سفارة مقيمة في جاكرتا- إندونسيا. - إندونسيا معتمدة لدى موريتانيا من خلال سفارتها في الرباط- المغرب. - كلا البلدين من أصحاب العضوية الكاملة في منظمة التعاون الإسلامي. |
| إسرائيل               | 28 أكتوبر 1999– 6 مارس2009 | انظر: العلاقات الإسرائيلية الموريتانية. - بداية العلاقات الدبلوماسية بين البلدين كانت في أكتوبر عام 1999م. - تبادل رسمي للممثلين الدبلوماسيين في كل من البلدين، وذلك اعتبارًا من 27 أكتوبر 1999م. في عام 1999م، باتت موريتانيا واحدة من ثلاث دول أعضاء في جامعة الدول العربية، التي تعترف بإسرائيل كدولة ذات سيادة، بجانب كل من مصر والأردن بعد الانقلاب الذي قام به المجلس العسكري للعدالة والديمقراطية في أغسطس 2005م، تم الحفاظ على الاعتراف بإسرائيل. وكرد فعل من قبل موريتانيا على الصراع في قطاع غزة، قامت موريتانيا بتجميد علاقاتها مع إسرائيل، وذلك في يناير 2009م. في فبراير 2009م، استدعت موريتانيا سفيرها من إسرائيل وفي 6 مارس 2009م تم طرد الموظفين من السفارة الإسرائيلية في نواكشوط ومنحهم 48 ساعة لمغادرة البلاد. أغلقت إسرائيل سفارتها في موريتانيا بشكل رسمي في وقت لاحق من اليوم، وذلك وفقًا لإعلان صادر عن وزارة الخارجية بحلول 21 مارس 2010م، انتهت جميع العلاقات الدبلوماسية بين الدولتين بشكل رسمي. |
| إيطاليا               | 25 فبراير1963              | أقامت البلدان علاقات دبلوماسية فيما بينهما في 25 فبراير 1963م، وذلك عندما قدم أول سفير لموريتانيا في إيطاليا (مقيم في باريس) أوراق اعتماده للرئيس الإيطالي. - إيطاليا معترف بها من قبل موريتانيا من خلال سفارتها في الرباط- المغرب. - موريتانيا لديها سفارة في روما. |
| اليابان               | 29 نوفمبر 1960             | أقامت البلدان علاقات دبلوماسية فيما بينهما في 29 نوفمبر عام 1960م، وموريتانيا لديها سفارة مقيمة في طوكيو- اليابان. |
| ليبيا                 | 9 يناير 1970               | أقامت البلدان علاقات دبلوماسية فيما بينهما في 9 يناير 1970م. |
| مالي                  | يوليو 1963                 | انظر: العلاقات الموريتانية المالية. كانت العلاقات بين البلدين ودية في الغالب، وذلك منذ أن تفاوضت موريتانيا على نزاع حدودي مع مالي في عام 1963م. تعاونت مالي وموريتانيا في مشاريع تنموية عدة، مثل خطة تحسين الطرق بين نواكشوط وباماكو. وقد قلل هذا التعاون بين البلدين إلى حد ما من اعتماد مالي على السنغال وساحل العاج. ومنذ عام 1965م كان التوجه الرئيسي لموريتانيا في سياستها الخارجية، موجهًا نحو العلاقات مع دول الشمال الإفريقي. |
| المكسيك               | 24 يونيو 1975              | أقامت البلدان علاقات دبلوماسية فيما بينهما في 24 يونيو عام 1975م. - موريتانيا معتمدة من قبل المكسيك من خلال سفارتها في العاصمة واشنطن- الولايات المتحدة. - المكسيك معتمدة من قبل موريتانيا من خلال سفارتها في الجزائر العاصمة، وقنصليتها الشرفية في نواكشوط. |
| المغرب                | 6 يونيو 1970               | انظر: العلاقات المغربية الموريتانية. أقامت البلدان علاقات دبلوماسية فيما بينهما في 6 يونيو عام 1970م. قبل الانقلاب الذي وقع في ديسمبر 1984م، والذي جاء بمعاوية ولد سيدي أحمد الطايع إلى السلطة، صرحت وكالة التعاون الموريتانية المغربية أن العلاقات بين البلدين في تحسن على الرغم من الزعم بتواطؤ المغرب في محاولة الانقلاب عام 1981م، والتحول اللاحق لموريتانيا نحو الجزائر. بدأ ممثلون من كلا الجانبين سلسلة من الاتصالات، أدت في نهاية المطاف إلى استئناف العلاقات الدبلوماسية بين البلدين في أبريل1985م. وقد استمرت العلاقات بين المغرب وموريتانيا في التحسن خلال عام 1986م، مما يعكس وجهة نظر الرئيس معاوية ولد سيدي أحمد الطايع البراجماتية، بأن انتصار المغرب على جبهة البوليساريو، هو فقط الذي سينهي حرب العصابات في الصحراء الغربية. وقد قام الطايع بأول زيارة له إلى المغرب في أكتوبر 1985م (قبل زياراته إلى الجزائر وتونس) في أعقاب مزاعم المغرب بأن مقاتلي البوليساريو يعبرون مرة أخرى إلى الأراضي الموريتانية. |
| هولندا                | 9 مارس 1962                | أقامت البلدان علاقات دبلوماسية فيما بينهما في 9 مارس 1962م. - موريتانيا معتمدة من قبل هولندا من خلال سفارتها في بروكسل- بلجيكا، ومن خلال قنصليتها الشرفية في ميدوود. - هولندا معتمدة من قبل موريتانيا من خلال سفارتها في دكار- السنغال. |
| باكستان               | نوفمبر 1970                | أقامت البلدان علاقات دبلوماسية فيما بينهما في نوفمبر 1970 تتمتع باكستان وموريتانيا بعلاقات ودية، فباكستان تدعم موريتانيا بشكل دائم،وتتبنى موريتانيا نفس الموقف تجاه باكستان. كما أن باكستان قدمت المعدات والتدريب للقوات المسلحة الموريتانية، كما تعد موريتانيا واحدة من أكبر الشركاء التجاريين لباكستان. |
| قطر                   | 16 مارس 1973               | أقامت البلدان علاقات دبلوماسية فيما بينهما في 16 مارس 1973م. قطعت موريتانيا جميع علاقاتها الدبلوماسية مع قطر في 6 يونيو 2017م، وذلك بعد الأزمة الدبلوماسية القطرية. وبعد حل هذه الأزمة، عادت العلاقات الدبلوماسية بين البلدين في 22 مارس عام 2021م. |
| بولندا                |                            | - موريتانيا معتمدة من قبل بولندا من خلال سفارتها في برلين- ألمانيا. - بولندا معتمدة من قبل موريتانيا من خلال سفارتها في الرباط- المغرب. |
| السنغال               | 4 مايو 1962                | انظر: العلاقات الموريتانية السنغالية. أقامت الدولتان علاقات دبلوماسية في 4 مايو 1962 عندما قدم الممثل الدائم لموريتانيا لدى السنغال، أوراق اعتماده إلى الرئيس السنغالي حينذاك. في السنوات التي أعقبت الاستقلال، كان الحليف الرئيسي لموريتانيا في إفريقيا هو السنغال، على الرغم من اختلاف استراتيجيات البلدين التنموية. أثر تزايد الانقسام بين السود المور في موريتانيا على علاقاتها مع السنغال، التي ترى نفسها مدافعة عن حقوق الأقلية السوداء في موريتانيا. وفي عهد معاوية ولد سيدي أحمد الطايع، كانت العلاقات بين البلدين جيدة، على الرغم من أن كل منهما كان يتهم الآخر بإيواء المنشقين المنفيين. |
| صربيا                 | 12 يونيو 1964              | أقامت البلدان علاقات دبلوماسية فيما بينهما في 12 يونيو عام 1964م. صربيا معتمدة لدى موريتانيا من خلال سفارتها في الرباط- المغرب. |
| سنغافورة              | 22 فبراير2018              | - أقامت البلدان علاقات دبلوماسية فيما بينهما في 22 فبراير عام 2018م. - موريتانيا معتمدة لدى سنغافورة من خلال سفارتها في طوكيو- اليابان. |
| جنوب أفريقيا          | 25 ديسمبر 1994             | - أقامت الدولتان علاقات دبلوماسية فيما بينهما في 25 ديسمبر 1994م. - لدى كل من البلدين عضوية كاملة في الاتحاد الأفريقي. |
| كوريا الجنوبية        | 30 يوليو 1963              | أقامت البلدان علاقت دبلوماسية فيما بينهما في 30 يوليو 1963م. ولكن كوريا الجنوبية قامت بقطع علاقاتها الدبلوماسية مع موريتانيا في 5 ديسمبر عام 1964م. ثم عادت العلاقات الدبلوماسية بين البلدين في 19 ديسمبر عام 1978م وقامت كل من موريتانيا وكوريا الجنوبية بعدة زيارات رفيعة المستوى إلى بعضهما البعض، حيث قام السفير الدائم لموريتانيا في جنيف بزيارة إلى كوريا الجنوبية في أكتوبر 2008، كما قام سفير جمهورية كوريا لدى المملكة المغربية، بزيارة إلى موريتانيا في فبراير2013. |
| سويسرا                | 26 مايو 1961               | - أقامت البلدان علاقات دبلوماسية فيما بينهما في 26 مايو عام 1961. - كلا البلدين من أصحاب العضوية الكاملة في المنظمة الدولية للناطقين بالفرنسية. |
| تركيا                 | 14 أبريل 1970              | انظر: العلاقات التركية الموريتانية. أقامت البلدان علاقات دبلوماسية فيما بينهما في 14 أبريل عام 1970م. - موريتانيا لديها سفارة في أنقرة. - تركيا لديها سفارة في نواكشوط. - كلا البلدين من أصحب العضوية الكاملة في منظمة التعاون الإسلامي. - بلغ حجم التجارة بين البلدين حوالي 245 مليون دولار في عام 2019م. |
| أوكرانيا              | 30 سبتمبر 1992             | أقامت البلدان علاقات دبلوماسية فيما بينهما في 30 سبتمبر عام 1992م. - موريتانيا معتمدة من قبل أوكرانيا من خلال سفارتها في برلين- ألمانيا. - أوكرانيا معتمدة من قبل موريتانيا من خلال سفارتها في الرباط- المغرب. |
| المملكة المتحدة       | 28 نوفمبر1960              | أقامت البلدان علاقات دبلوماسية فيما بينهما، وذلك عقب استقلال موريتانيا في 1960م. علقت موريتانيا علاقاتها مع المملكة المتحدة في أعقاب حرب الأيام الستة، وقامت بإستئنافها في 10 أبريل 1968م كما قامت بريطانيا باعتماد سفيرها في المغرب لموريتانيا بداية من عام 1990 حتى عام 2018م، حيث قامت المملكة المتحدة بتحويل مكتبها في نواكشوط إلى سفارة وعينت سفيرًا مقيمًا. |
| الولايات المتحدة      | 28 نوفمبر 1960             | انظر: العلاقات الأمريكية الموريتانية. أقامت البلدان علاقات دبلوماسية فيما بينهما في 28 نوفمبر عام 1960م. حكومة الولايات المتحدة تدعم بشكل كامل انتقال موريتانيا إلى الديمقراطية وتبارك لموريتانيا نجاح سلسلة الانتخابات البرلمانية والمحلية والرئاسية التي جرت في الفترة 2006-2007م. ومن جانب آخر أدانت الولايات المتحدة الانقلاب الذي وقع في أغسطس 2005م، والذي أسفر عن الاستيلاء غير الدستوري على السلطة من جانب المجلس العسكري للعدالة والديمقراطية، ودعت إلى العودة إلى "حكومة دستورية من خلال انتخابات حرة ونزيهة في أقرب وقت ممكن". قامت الولايات المتحدة بتقديم مساعدات مرتبطة بالانتخابات في مجالات التثقيف الانتخابي، وتدريب الأحزاب السياسية، وبناء الديمقراطية. وتهدف الولايات المتحدة الآن للعمل مع الحكومة الموريتانية لتوسيع التعاون الثنائي ليشمل عدة مجالات، من بينها: الأمن الغذائي، والصحة، والتعليم، والأمن، وتعزيز المؤسسات الديمقراطية، ومكافحة الإرهاب. |